# Social Suicide
Social Suicide é um thriller psicológico de drama romântico britânico de 2015, estrelado por India Eisley e Jackson Bews. Inspirado em Romeu e Julieta de William Shakespeare, o filme reuniu Olivia Hussey (a mãe da atriz Eisley na vida real) e Leonard Whiting pela primeira vez desde a adaptação cinematográfica de 1968.

## Enredo
O filme é sobre um grupo de amigos adolescentes que fazem pequenos vídeos regularmente, e postam seus vídeos na internet com a esperança de se tornarem populares. Os personagens principais são Balthazarguy, que está sempre carregando uma câmera com a esperança de ter a chance de fazer um vídeo que pode lhe trazer 1 milhão de visualizações / curtidas. Ele está tomando remédios para ansiedade e raiva. Seu amigo Reese está apaixonado por Julia, que chegou perto com a intenção de fazer vídeos juntos. Ambos são youtubers populares e as pessoas gostam deles pelo que publicam. No entanto, Balthazar é submisso e socialmente desajeitado e tem ciúmes desse casal. 
O filme começa quando Marc e Ty são encontrados mortos e uma equipe de investigadores leva Balthazar sob custódia para interrogatório. Ele parece assustado e confuso para o psicólogo, mas enganoso para a detetive Dalton desde o início. Uma das razões pelas quais Dalton suspeita que Balthazar seja o principal suspeito por causa de sua obsessão em fazer vídeos. Ela tem uma filha adolescente que faz vídeos de biquíni para se tornar popular e Dalton fica chateado com isso. Então, provavelmente, ela está se irritando com Bal quando o suspeita sem nenhuma evidência. Mas Balthazar também mente em várias ocasiões e muda sua versão de todo o incidente quando está com medo. Nesses momentos, o psicólogo vem em seu socorro. O filme gira em torno de encontrar provas de uma peça de evidência principal na forma de um cartão de memória com a versão verdadeira do que aconteceu naquela noite, filmado por Balthazar. Os detetives precisam ver o quanto Balthazar está falando a verdade e se há algo mais na história. Para surpresa do espectador, o filme dá uma guinada horrível quando a verdade é finalmente revelada no vídeo do cartão de memória. 
A maioria desses adolescentes do filme mostra-se perturbada, sem conexão com a família e solitária. Eles tomam decisões mal informadas e arriscadas. Eles não entendem as consequências de seus comportamentos e interesses. Enquanto deixa a guarda da polícia, quando o psicólogo Emerson sugere que Balthazar pare de fazer vídeos e participe de atividades participativas no mundo social real, Balthazar parece totalmente ignorante da mensagem em suas palavras e diz a ele que agora ele fará o vídeo que merece 1 milhão de visualizações. O psicólogo apoiou Balthazar durante todo o filme com a esperança de aquecê-lo e entender sua condição, mas tudo foi perdido, pois Bal estava tão ocupado com sua futura popularidade. Bal parece não ter consciência do mal que essa mania de vídeo causou a ele e causou problemas a seus amigos. O filme mostra de perto a composição delicada da mente adolescente e como as coisas podem dar errado se os pais não prestam muita atenção e não se conectam emocionalmente a eles. 

## Elenco
- India Eisley como Julia Coulson
- Olivia Hussey como Mrs. Coulson
- Neve McIntosh como detetive Dalton
- Leonard Whiting como Mr. Coulson
- Aymen Hamdouchi como Hughie
- Richard Cordery como Laurence Emerson
- Shaquille Ali-Yebuah como Marc
- Georgia Lock como Rozi
- Jackson Bews como Balthazar
- Rollo Skinner como Reese Mattson
- Zac Fox como Junior Tech
- Barney White como Ty
- Gio Fonseca como Justin
- Luke Mordue como jovem policial
- Christian Di Sciullo como Policial
- Meg McNaughton como amigo da família
- Jurgen Schwarz como Oficial de Custódia
- Eleanor Thorn como Sarah
- Katy ajuda como mulher da polícia
- Millie Mason como Millie
- Alistair Donegan como O'Rourke
- Vicky Peirson como registradora
- Bethan Williams-James como Garota de Feijão Assado